# ایتن هانت
ایثن هانت (به انگلیسی: Ethan Hunt) یک جاسوس و شخصیت اصلی فیلم‌های ماموریت غیرممکن است، تام کروز این نقش را ایفا کرده است.